# Arthur John Shawcross

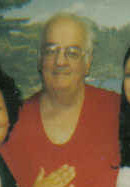
Arthur John Shawcross

Arthur John Shawcross (* 6. Juni 1945 in Kittery, Maine; † 10. November 2008 in Albany, New York) war ein US-amerikanischer Serienmörder, der zwischen 1972 und 1990 mindestens 13 Menschen ermordete.

## Verbrechensserie
Am 7. April 1972 erwürgte er den 10-jährigen Nachbarsjungen Jack Blake und missbrauchte ihn sexuell. Dessen Leiche wurde erst fünf Monate später gefunden. Im September 1972 wurde die Leiche der vermissten 8-jährigen Karen Ann Hill unter einer Brücke entdeckt. Zeugen hatten ausgesagt, Shawcross am Tage des Verschwindens von Blake mit diesem beim Angeln gesehen zu haben und Nachbarn haben ihn am Tag des Verschwindens von Hill in der Nähe der Brücke beobachtet. So wurde er am 3. Oktober 1972 verhaftet. Da sich jedoch trotzdem keine Beweise gegen Shawcross erhärten konnten, beschloss das Gericht einen Deal mit ihm einzugehen, bei dem er eine genaue Beschreibung des Mordes an Blake ablegen sollte. Dieser Deal gewährte ihm eine Strafminderung im Fall um den Mord an Hill. Die Verhandlungen wegen des Mordes an Blake wurden jedoch, aufgrund seiner Aussage, fallen gelassen. Er wurde im Prozess für den Mord an Karen Ann Hill schuldig befunden und zu 25 Jahren Haft verurteilt, aus der er jedoch bereits am 28. April 1987 entlassen wurde.
Anschließend zog er nach Rochester, New York, wo er zum vierten Mal heiratete. Dort misshandelte, verstümmelte und erdrosselte er zwischen 1988 und 1990 die elf Prostituierten Patricia Ives (25), Frances Brown (22), June Cicero (34), Darlene Trippi (32), Anna Marie Steffen (28), Dorothy Blackburn (27), Kimberly Logan, June Stotts (30), Marie Welch (22), Elizabeth Gibson und Dorothy Keller (59), deren Leichen er meistens im oder in der Nähe des Genesee River deponierte. Zehn der Opfer wurden in Monroe County ermordet, lediglich Elizabeth Gibson im benachbarten Wayne County.

## Festnahme und Verurteilung
Als man die Fundstelle des letzten Opfers überwachte, da man aufgrund eines psychologischen Gutachtens davon ausging, der Täter werde an die Tatorte zurückkehren, konnte er am 3. Januar 1990 an der Fundstelle verhaftet werden, nachdem er auf einen nahegelegenen Parkplatz urinierte. Nach seinen Aussagen sah sich Shawcross während der Morde als einen anderen Menschen. Er gab vor, an einer schizophrenen Psychose zu leiden, was aber widerlegt werden konnte, da er sich ganz genau an seine Morde erinnerte. Zudem gab er an, aus seinen Erfahrungen im Vietnamkrieg resultiere eine posttraumatische Belastungsstörung. Shawcross gab außerdem an, dass er von seiner Mutter als kleiner Junge sexuell missbraucht worden sei und sie, als er 14 war, mit ihm geschlafen habe. Dies machte ihn nach eigenen Angaben zu einem verwirrten, jungen Mann. Seine Mutter stritt dies ab. 
Shawcross’ Behauptungen konnten von der Staatsanwaltschaft als Lügen entlarvt werden, so dass seine Verteidigung diese nicht weiter verfolgte. Er wurde im November 1990 aller zehn Morde von Monroe County für schuldig befunden und zu 250 Jahren Haft verurteilt. Wenige Monate später wurde er für den elften Mord im Wayne County zusätzlich zu lebenslanger Haft verurteilt. Während seiner Haft gestand er außerdem, als Soldat im Vietnamkrieg zwei junge Vietnamesinnen ermordet und teilweise verzehrt zu haben, was ihm jedoch nicht mehr nachzuweisen war.
Shawcross erlag am 10. November 2008 im Albany Medical Center einem Herzstillstand.